# Guido Luca Ferrero
Guido Luca Ferrero (né le 18 mai 1537 à Turin, dans l'actuelle région de Piémont, alors dans le duché de Savoie et mort le 16 mai 1585 à Rome) est un cardinal italien du XVIe siècle.
Il est le petit-neveu des cardinaux Gianstefano Ferrero (1500) et Bonifacio Ferrero (1517), le neveu des cardinaux Filiberto Ferrero (1549) et Pier Francesco Ferrero (1561) et le cousin du cardinal Carlo Borromeo (1560). Le cardinal Antonio Ferrero (1505) est un parent.

## Biographie
Guido Luca Ferrero est notamment référendaire au tribunal suprême de la Signature apostolique et abbé commendataire de San Michele della Chiusa, de San Stefano di Ivrea, de San Stefano della Cittadella di Vercelli et de San Maria di Contignano. Il est nommé évêque de Verceil en 1562 et nonce apostolique à Venise en 1564. 
Il est créé cardinal par le pape Pie IV lors du consistoire du 12 mars 1565. Le cardinal Ferrero est gouverneur de Spolète, prieur de San Maria di Pellionex, abbé commendataire de l'abbaye de Nonantola, de San Pietro di Muleggio, de San Giusto di Susa et de San Maria di Pinerolo, prévôt de San Martino degli Umiliati à Verceil, légat apostolique en Romagne et gouverneur de Faenza.
Le cardinal Ferrero participe aux conclaves de 1565 et 1566 (élection de Pie V ), de 1572 (élection de Grégoire XII) et de 1585 (élection de Sixte V. Il est mort à Rome 	le 16 mai 1585 à l'âge de 47 ans.